# Carp Airport
Carp Airport (engelska: Ottawa/Carp Airport) är en flygplats i Kanada.   Den ligger i provinsen Ontario, i den sydöstra delen av landet, 27 km väster om huvudstaden Ottawa. Carp Airport ligger 111 meter över havet.
Terrängen runt Carp Airport är platt. Runt Carp Airport är det ganska tätbefolkat, med 83 invånare per kvadratkilometer.. Närmaste större samhälle är Kanata, 8,4 km öster om Carp Airport. 
Omgivningarna runt Carp Airport är en mosaik av jordbruksmark och naturlig växtlighet.